# Keratin
Keratin är ett svavelhaltigt protein och tillhör en grupp av fibrösa proteiner som utgör grunden för bland annat hår, naglar, horn och fjädrar. Keratin bildas i keratincysternas membraner som finns i huden, håret och naglarna. Det är svårlösliga proteiner som ingår i gruppen intermediärfilament. Keratin förekommer i hudens hornlager och har en speciell struktur som består av aminosyror. Keratinet gör huden extra elastisk och hållbar. .

## Keratinets kemi
I både kallt och varmt vatten är keratin helt olösligt. Disulfidbryggorna av cystein ger den stora stabiliteten hos keratin. Cystein står för 24% av de totala aminosyrorna. Aminosyrornas sammansättning i keratin skiljer sig från kollagen. Peptidkedjorna är bundna till varandra med vätebindningar mellan karbonylgrupperna. Längden på keratinfibrer beror på deras vatteninnehåll och de kan binda till ca. 16% vatten.   
Det mest noggranna undersökta keratinet är hårkeratin som består av ull. Ullen består av en blandning av peptider med högt och lågt cysteinnehåll, och när ull värms upp i vatten till ca. 90 grader Celsius krymper den oåterkalleligt. Det som händer är att bara vätebindningar och andra icke-kovalenta bindningar som bryts, disulfidbryggorna påverkas inte.    
Keratin klassificeras som α- och β-typer. α- keratin betraktas som biopolymerer. Molekylerna som ligger mellan filamentet i α- keratin är spiralformade heterodimer (makromolekylärt komplex som bildas av enstaka proteiner).   

## Keratinets användningsområden
Keratin ger styrka, struktur och därmed elasticitet för att skydda mot skador. Det är av detta skäl som keratin har haft en positiv effekt för både skörhet och hälsa. Keratin är det vanligaste proteinet i huden och bygger upp cellskelettet i hudcellerna. Felaktig keratinprotein kan leda till hudskörhet som kan vara svårartad. Hår, naglar, klor, och horn bildas av celler som är fyllda med keratin och betraktas som döda vävnader. Men de har ändå starka biologiska material som har intressanta funktioner i t.ex. horn för att bekämpa angripare, hår och päls för att skydda mot temperaturförändringar. Starka och flexibla fibrer gör huden stark mot slitage och penetration. Keratin håller huden frisk, stärker håret och naglarna men är också en viktig del vid sårläkning till exempel vid kirurgiska sår, då keratin hjälper till att stimulera celltillväxt och få friska celler till det drabba området. Bandage med keratin påskyndar läkning och har ett bättre resultat på ärr, det hjälper såret så att det kan få en bättre organiserad struktur av regenererad vävnad. Keratinförband släpper ut peptider som aktiverar hudceller i såret.  
Keratin används bland annat i hårförlängning. Vid bröstbehandlingar används keratin 19, även kallt (KRT19) som ingår i keratinfamiljen av proteiner. Dessa medlemmar är inblandade i att reglera strukturell integritet hos epitelceller. Familjen består av mer än 20 olika proteiner som är uppdelade i två under familjer, basisk typ II och sur typ I. Basiska keratinet innefattar KRT1 till KRT8 medan sur keratin inkluderar KRT9 till KRT20. Förutom att upprätthålla strukturell integritet hos epitelceller, spelar keratin också en viktig roll i cellsignalering, stressrespons och apoptos.  
Abnorma keratinmanifestationer i huden kallas hyperkeratos, och kan bero på olika sjukdomstillstånd till exempel abnorma förhårdnader och förtjockningar i överhuden. Om man har brist på keratin i sina hårsäckar kommer hårets form bli lockig, därför är keratin den tillsats som används vid rakpermanentning.